# Kosalya improcera
Kosalya improcera är en insektsart som beskrevs av Chen, Yang och Wilson 1989. Kosalya improcera ingår i släktet Kosalya och familjen vedstritar. Inga underarter finns listade i Catalogue of Life.